# Peter Walkowiak
Peter Walkowiak (* 18. Juli 1938) war 1958 Fußballspieler in der DDR-Oberliga, der höchsten Liga im DDR-Fußball.

## Sportliche Laufbahn
Beim DDR-Oberligisten BSG Rotation Babelsberg musste Trainer Helmut Jakob bereits in der Hinrunde der Saison 1958 (Kalenderjahrsaison) mehrere Spielerausfälle kompensieren. Unter anderem gab er dem bisherigen Reservespieler Peter Walkowiak die Chance, sich in der Oberligamannschaft zu bewähren. Walkowiak rechtfertigte das in ihn gesetzte Vertrauen und konnte vom 9. Spieltag an bis auf eine Ausnahme bis zum Saisonende alle Oberligaspiele bestreiten. In 17 Partien wurde er zunächst in der Abwehr eingesetzt, die meisten Spiele absolvierte er jedoch als linker Läufer. Die Betriebssportgemeinschaft (BSG) Rotation musste am Ende der Saison aus der Oberliga absteigen. In der DDR-Liga bestritt Walkowiak die beiden Spielzeiten 1959 und 1960 bei Rotation als Stammspieler. Er fehlte jeweils nur bei drei Ligaspielen, 1959 erzielte er sein einziges Tor im höheren Punktspielbereich. 
Zur Saison 1962/62 (Rückkehr zum Sommer-Frühjahr-Spielbetrieb) schloss sich Peter Walkowiak dem Oberligisten SC Rotation Leipzig an, wurde dort jedoch nur in der Reservemannschaft eingesetzt. Erst zur Saison 1963/64 erschien er wieder im DDR-weiten Spielbetrieb, als er für den SC Potsdam fünf von 30 DDR-Liga-Spielen bestritt. Anschließend verschwand er endgültig aus dem höherklassigen Fußball. 